# Idiophthalma
Idiophthalma is een geslacht van spinnen uit de familie Barychelidae.

## Soorten
Het geslacht kent de volgende soorten:
- Idiophthalma amazonica Simon, 1889
- Idiophthalma ecuadorensis Berland, 1913
- Idiophthalma pantherina Simon, 1889
- Idiophthalma robusta Simon, 1889
- Idiophthalma suspecta O. P.-Cambridge, 1877